# Eleições autárquicas irlandesas de 2004
As eleições autárquicas irlandesas de 2004 foram realizadas em todos os municípios, cidades e vilas da Irlanda, em 11 de Junho de 2004, no mesmo dia que as eleições europeias e do referendo à Constituição. As eleições foram adiadas até 19 de Junho de 2004 no Condado de Roscommon, devido à morte súbita do Vereador Gerry Donnelly.
A afluência às urnas foi a maior de há 20 anos, mas o resultado foi um grande revés para o Fianna Fáil, que viu a sua quota de votação cair em 7 pontos percentuais em relação às eleições anteriores, para apenas 32%, perdendo 20% dos lugares. O partido perdeu a sua maioria no Clare County Council pela primeira vez em 70 anos, e caiu para trás do Fine Gael em Galway, Limerick e Waterford. Os Trabalhistas permaneceram nos 11%, o Fine Gael caiu 1%, e os principais ganhos foram para o Sinn Féin.
Estas foram as primeiras eleições desde o Local Government Act 2001, que modernizou os estatutos municipais e aboliu o duplo mandato. Muitos novos vereadores foram eleitos pela primeira vez, mais notavelmente em Dublin City Council, onde 33 dos 52 membros foram eleitos pela primeira vez.

## Resultados

### Lugares (resultados gerais)
| Partido                  | Lugares | +/-  |
| Fianna Fáil              | 542     | -129 |
| Fine Gael                | 468     | +32  |
| Partido Trabalhista      | 188     | +18  |
| Sinn Féin                | 125     | +63  |
| Democratas Progressistas | 32      | —    |
| Partido Verde            | 32      | +19  |
| Outros                   | 240     | -3   |
| Total                    | 1627    | —    |

### Percentagens e lugares (condados e cidades)
| Partido                  | Lugares | Lugares +/- | Votos     | Votos em % | % em relação a 1999 |
| Fianna Fáil              | 302     | -80         | 578,365   | 31.8       | -7.1                |
| Fine Gael                | 293     | +16         | 503,094   | 27.6       | -0.5                |
| Partido Trabalhista      | 101     | +18         | 207,437   | 11.4       | +0.7                |
| Sinn Féin                | 54      | +33         | 146,901   | 8.1        | +4.6                |
| Democratas Progressistas | 19      | -6          | 70,172    | 3.9        | +1.0                |
| Partido Verde            | 18      | +10         | 70,527    | 3.9        | +1.4                |
| Outros                   | 96      | +9          | 243,310   | 13.4       | 0.0                 |
| Total                    | 883     | —           | 1,789,806 | 100        | —                   |